# 1976 na televisão
Nesta página encontram-se os fatos, estreias e términos sobre televisão que aconteceram durante o ano de 1976.

## Eventos

### Brasil

#### Março
- 5 de março — A Rede Globo lança oficialmente uma nova identidade visual, desenhada pelo austríaco Hans Donner e seu colega Rudi Böhm, também austríaco.
- 8 de março
  - Na Rede Globo, o Jornal Hoje ganha novo cenário, vinheta de abertura e grafismos.
  - Na Rede Globo, o Jornal Nacional ganha novo cenário, vinheta de abertura e grafismos.

#### Abril
- 27 de abril — É inaugurada a TV Liberal, afiliada da Rede Globo em Belém, Pará.

#### Maio
- 14 de maio — É inaugurada a TV Studios (TVS Rio de Janeiro) de Silvio Santos.

#### Junho
- 4 de junho — A Rede Globo é atingida por um incêndio que destruiu parcialmente sua sede no Rio de Janeiro.

#### Julho
- 17 de julho–1.º de agosto — A Rede Globo, Rede Tupi, TV Record e a TV Cultura realizam a cobertura dos Jogos Olímpicos de Verão de 1976.

#### Setembro
- 5 de setembro — É inaugurada a TV Parintins, afiliada da Rede Bandeirantes em Parintins, Amazonas.
- 11 de setembro — É inaugurada a TV Gazeta, afiliada da Rede Globo em Vitória, Espírito Santo.
- 13 de setembro — É inaugurada a TV Ji-Paraná, afiliada da Rede Bandeirantes em Ji-Paraná, Rondônia.

#### Novembro
- 9 de novembro — É inaugurada a TV Marabá, afiliada da Rede Tupi em Marabá, Pará.

### Estados Unidos

#### Julho
- 1 de julho — É criada o canal Showtime.

## Programas

### Brasil

#### Janeiro
- 7 de janeiro — Estreia Canção para Isabel na Rede Tupi.
- 10 de janeiro — Termina O Velho, o Menino e o Burro na Rede Tupi.
- 30 de janeiro — Termina Bravo! na Rede Globo.

#### Fevereiro
- 2 de fevereiro — Estreia Anjo Mau na Rede Globo.
- 6 de fevereiro — Termina A Moreninha na Rede Globo.
- 9 de fevereiro — Estreia Vejo a Lua no Céu na Rede Globo.

#### Março
- 8 de março — Reestreia Helena na Rede Globo.
- 15 de março — Estreia Planeta dos Homens na Rede Globo.
- 27 de março — Termina A Viagem na Rede Tupi.
- 29 de março — Estreia Xeque-Mate na Rede Tupi.

#### Abril
- 2 de abril — Termina Helena na Rede Globo.
- 5 de abril — Reestreia Senhora na Rede Globo.
- 23 de abril — Termina Canção para Isabel na Rede Tupi.
- 26 de abril — Estreia Papai Coração na Rede Tupi.
- 30 de abril — Termina O Grito na Rede Globo.

#### Maio
- 3 de maio — Estreia Saramandaia na Rede Globo.
- 29 de maio — Termina Um dia, o Amor na Rede Tupi.
- 31 de maio — Estreia Os Apóstolos de Judas na Rede Tupi.

#### Junho
- 4 de junho — Termina Pecado Capital na Rede Globo.
- 7 de junho — Estreia O Casarão na Rede Globo.
- 26 de junho — Termina Vejo a Lua no Céu na Rede Globo.
- 28 de junho — Estreia O Feijão e o Sonho na Rede Globo.

#### Julho
- 25 de julho — Termina Programa Silvio Santos na Rede Globo.[1]
- 23 de julho — Termina Senhora na Rede Globo.
- 26 de julho — Reestreia O Noviço na Rede Globo.

#### Agosto
- 1.º de agosto — Estreia Programa Silvio Santos na Rede Tupi e no TVS Rio de Janeiro.[2]
- 8 de agosto — Estreia Rede Tupi de Notícias na Rede Tupi.
- 20 de agosto — Termina O Noviço na Rede Globo.
- 23 de agosto — Reestreia A Moreninha na Rede Globo.
- 24 de agosto — Termina Anjo Mau na Rede Globo.
- 25 de agosto — Estreia Estúpido Cupido na Rede Globo.

#### Outubro
- 2 de outubro — Termina Xeque-Mate na Rede Tupi.
- 4 de outubro — Estreia O Julgamento na Rede Tupi.
- 8 de outubro — Termina O Feijão e o Sonho na Rede Globo.
- 11 de outubro — Estreia Escrava Isaura na Rede Globo.

#### Novembro
- 27 de novembro — Termina Os Apóstolos de Judas na Rede Tupi.
- 29 de novembro — Estreia Tchan, a Grande Sacada na Rede Tupi.

#### Dezembro
- 10 de dezembro
  - Termina A Moreninha na Rede Globo.
  - Termina O Casarão na Rede Globo.
- 12 de dezembro — Reestreia Vejo a Lua no Céu na Rede Globo.
- 13 de dezembro — Estreia Duas Vidas na Rede Globo.
- 24 de dezembro — A Rede Globo exibe o Roberto Carlos Especial.
- 31 de dezembro — Termina Saramandaia na Rede Globo.

### Estados Unidos

#### Janeiro
- 14 de janeiro — Estreia The Bionic Woman (no Brasil: A Mulher Biônica) na NBC.
- 27 de janeiro — Estreia Laverne & Shirley na ABC.

#### Setembro
- 4 de setembro — Estreia Clue Club na CBS.
- 5 de setembro — Estreia The Muppet Show no Syndication.
- 10 de setembro — Estreia Dynomutt, Dog Wonder (no Brasil: Dinamite, o Bionicão) na ABC.
- 11 de setembro
  - Estreia The Mumbly Cartoon Show (no Brasil: Rabugento) na ABC.
  - Estreia Jabberjaw (no Brasil: Tutubarão) na ABC.
  - Estreia Ark II na CBS.
- 22 de setembro — Estreia Charlie's Angels (no Brasil: As Panteras) na ABC.

#### Dezembro
- 11 de dezembro — Termina Clue Club na CBS.
- 18 de dezembro
  - Estreia Jabberjaw (no Brasil: Tutubarão) na ABC.
  - Termina Ark II na CBS.

## Nascimentos
| Data           | Nome                 | Profissão                                       | Nacionalidade | Observações | Ref |
| -------------- | -------------------- | ----------------------------------------------- | ------------- | ----------- | --- |
| 24 de janeiro  | Márvio Lúcio         | humorista e radialista                          | Brasil        |             |     |
| 31 de janeiro  | Malvino Salvador     | ator e modelo                                   | Brasil        |             |     |
| 18 de março    | Giovanna Antonelli   | atriz                                           | Brasil        |             |     |
| 22 de março    | Vladimir Brichta     | ator                                            | Brasil        |             |     |
| 3 de abril     | Cristina Lyra        | jornalista                                      | Brasil        |             |     |
| 5 de maio      | Thiago Picchi        | ator                                            | Brasil        |             |     |
| 6 de maio      | Cristina Vieira      | jornalista                                      | Brasil        |             |     |
| 7 de maio      | Mariana van Zeller   | jornalista                                      | Portugal      |             |     |
| 27 de maio     | Guga Chacra          | jornalista                                      | Brasil        |             |     |
| 7 de junho     | Nora Salinas         | atriz                                           | México        |             |     |
| 13 de junho    | Suzana Pires         | atriz e roteirista                              | Brasil        |             |     |
| 14 de junho    | Lavínia Vlasak       | atriz                                           | Brasil        |             |     |
| 16 de junho    | Ticiane Pinheiro     | apresentadora de televisão                      | Brasil        |             |     |
| 22 de junho    | Joana Prado          | modelo                                          | Brasil        |             |     |
| 24 de junho    | Erik Marmo           | ator                                            | Brasil        |             |     |
| 25 de junho    | Rabia Kazan          | jornalista                                      | Turquia       |             |     |
| 25 de junho    | Alan Severiano       | jornalista                                      | Brasil        |             |     |
| 27 de junho    | Wagner Moura         | ator e jornalista                               | Brasil        |             |     |
| 1 de julho     | Simony               | cantora e apresentadora de televisão            | Brasil        |             |     |
| 13 de julho    | Gustavo Haddad       | ator                                            | Brasil        |             |     |
| 21 de julho    | Emanuelle Araújo     | atriz e cantora                                 | Brasil        |             |     |
| 10 de agosto   | Mariana Santos       | atriz                                           | Brasil        |             |     |
| 15 de agosto   | Dany Bananinha       | atriz e modelo                                  | Brasil        |             |     |
| 18 de agosto   | Guilherme Duarte     | ator                                            | Brasil        |             |     |
| 29 de agosto   | Luana Piovani        | atriz                                           | Brasil        |             |     |
| 30 de setembro | Evaristo Costa       | jornalista                                      | Brasil        |             |     |
| 5 de outubro   | Song Seung-heon      | ator                                            | Coreia do Sul |             |     |
| 8 de outubro   | Karina Bacchi        | atriz e modelo                                  | Brasil        |             |     |
| 15 de outubro  | Rodrigo Lombardi     | ator                                            | Brasil        |             |     |
| 16 de outubro  | Rita Ferro Rodrigues | jornalista                                      | Portugal      |             |     |
| 19 de outubro  | Patrícia Poeta       | jornalista e apresentadora                      | Brasil        |             |     |
| 20 de outubro  | Ivan Moré            | repórter e jornalista                           | Brasil        |             |     |
| 21 de outubro  | Carla Cabral         | atriz                                           | Brasil        |             |     |
| 25 de outubro  | Rafael Cortez        | ator, humorista, apresentador e músico          | Brasil        |             |     |
| 24 de novembro | Theo Becker          | ator, cantor, compositor, modelo e apresentador | Brasil        |             |     |
| 26 de novembro | Rita Lisauskas       | jornalista                                      | Brasil        |             |     |
| 27 de novembro | Jiddu Pinheiro       | ator                                            | Brasil        |             |     |
| 5 de dezembro  | Rafinha Bastos       | comediante e jornalista                         | Brasil        |             |     |
| 8 de dezembro  | Tatiana Flores       | apresentadora de telejornal e jornalista        | Brasil        |             |     |
| 12 de dezembro | Adriana Alves        | atriz e ex-modelo                               | Brasil        |             |     |
| 24 de dezembro | Gun Pakdeevijit      | ator, diretor, produtor, cantor e Youtuber      | Tailândia     |             |     |
| ??             | Douglas Tavolaro     | jornalista                                      | Brasil        |             |     |

## Mortes
| Data       | Nome               | Profissão                                                                    | Nacionalidade | Observações | Ref |
| ---------- | ------------------ | ---------------------------------------------------------------------------- | ------------- | ----------- | --- |
| 7 de junho | Thalma de Oliveira | jornalista, radialista, dramaturgo, autor de telenovelas, poeta e roteirista | Brasil        | n. 1917     |     |